# Новий Коротич
Новий Коротич (до 2016 року — Комунар) — селище в Україні, Харківському районі Харківської області.
Населення становить 840 осіб. 
Колишній орган місцевого самоврядування — Коротичанська селищна рада.  
12 травня 2016 року рішенням № 1353-VIII,
ч. 4 Верховної Ради України прийнято постанову про перейменування окремих населених пунктів та районів, зокрема Комунара.

## Населення

### Мова
Розподіл населення за рідною мовою за даними перепису 2001 року:
| Мова            | Кількість | Відсоток |
| --------------- | --------- | -------- |
| українська      | 530       | 63.10%   |
| російська       | 302       | 35.95%   |
| білоруська      | 6         | 0.71%    |
| румунська       | 1         | 0.12%    |
| інші/не вказали | 1         | 0.12%    |
| Усього          | 840       | 100%     |

## Географія
Селище Новий Коротич знаходиться на перетині автомобільних доріг М03 (E40) та М29 (E105). До селища примикає с-ще Коротич. Навколо селища кілька садових масивів. Поруч проходять кілька залізничних гілок, найближча зупинний пункт Коротич (1,5 км).

## Харківський аероклуб
Харківський аероклуб ім. В. С. Гризодубової ТСО України є складовою частиною всеукраїнського громадського добровільного оборонно-патріотичного і спортивно-технічного об'єднання громадян — Товариства сприяння обороні України (ТСОУ). Готує спортсменів авіаційних видів спорту, фахівців для Збройних Сил і господарських потреб України. Розміщений на аеродромі «Коротич».